# You Want Romance?
You Want Romance? è un singolo promozionale dei Funeral for a Friend, pubblicato il 15 gennaio 2004 come canzone scaricabile e poi incluso come b-side nel singolo di Escape Artists Never Die. La canzone figura anche in Spilling Blood in 8 mm (2004),  in Your History Is Mine: 2002-2009 (2009) e in Casually Dressed & Deep in Conversation: Live and in Full at Shepherds Bush Empire (2012).

## Critica
La canzone ha ricevuto critiche positive, in particolare in relazione a Escape Artists Never Die, di cui mostra un lato più aggressivo e screamo, come le primissime composizioni della band.

## Video
Il video vede come protagonisti ancora i due personaggi mascherati al centro della copertina dell'album. La donna sta guidando la sua auto, quando viene fermata dall'uomo, che trascina con sé una valigetta che ricorda quella di Marsellus Wallace in Pulp Fiction e le punta addosso una pistola (anche qui come in Bullet Theory si tratta di una pistola fatta con le dita ma che nella finzione del video è presa per vera), obbligandola a dargli un passaggio. I due arrivano sulla sponda di un lago, in un luogo abbandonato, ma qui l'uomo abbassa la pistola e i due trascorrono assieme la giornata (presente qui la scena con lo specchio sul piedistallo immortalata anche sulla copertina di Escape Artists Never Die), finché arrivata la notte si tolgono il velo dal capo e fanno l'amore. La mattina l'uomo si sveglia e non trova più accanto a sé la donna. Avvicinandosi al molo sul lago, scopre che la donna ha lasciato lì il suo vestito rosso appeso al piedistallo al posto dello specchio; così l'uomo si tuffa nel lago, vede la valigetta che galleggia e la trae a riva. Aprendola, scopre che all'interno si trova un neonato. Spaventato, decide di chiudere di nuovo la valigia, e qui termina il video. L'auto inquadrata nel video è targata CE 756 VDF. La maschera che brucia a metà video è quella che era contenuta nella valigetta nel video di Bullet Theory.

## Tracce
Download
1. You Want Romance? – 2:50

## Formazione
- Matthew Davies-Kreye - voce
- Kris Coombs-Roberts - chitarra
- Darran Smith - chitarra
- Ryan Richards - batteria
- Gareth Davies - basso